# Oedothorax dismodicoides
Oedothorax dismodicoides là một loài nhện trong họ Linyphiidae.
Loài này thuộc chi Oedothorax. Oedothorax dismodicoides được Jörg Wunderlich miêu tả năm 1974.